# Evgenij Giner
Evgenij Lennorovič Giner (in russo Евге́ний Ленно́рович Ги́нер?; Kharkiv, 26 maggio 1960) è un imprenditore e dirigente sportivo russo.
Presidente del comitato finanziario della Federazione calcistica della Russia è dal febbraio 2001 presidente della squadra di calcio PFC CSKA Moscow.
Sotto la sua presidenza il CSKA ha vinto 6 campionati russi (2003, 2005, 2006, 2013, 2014, 2016), 7 coppe di Russia (2002, 2005, 2006, 2008, 2009, 2011, 2013), 7 supercoppe di Russia (2004, 2006, 2007, 2009, 2013, 2014, 2018) ed una Coppa UEFA (2005), raggiungendo i quarti di finale di Champions nell'edizione del 2010.
È co-proprietario della compagnia energetica ucraina VS Energy.